# Ludvig 1. af Baden
Storhertug Ludvig 1. af Baden (tysk: Großherzog Ludwig I. von Baden; 9. februar 1763 - 30. marts 1830) var storhertug af Storhertugdømmet Baden fra 1818 til sin død i 1830.
Han var tredje søn af Storhertug Karl Frederik af Baden. Han blev storhertug, da hans nevø Storhertug Karl af Baden døde uden mandlige arvinger i 1830. Han blev efterfulgt som storhertug af sin halvbroder Leopold.